# Los anteojos

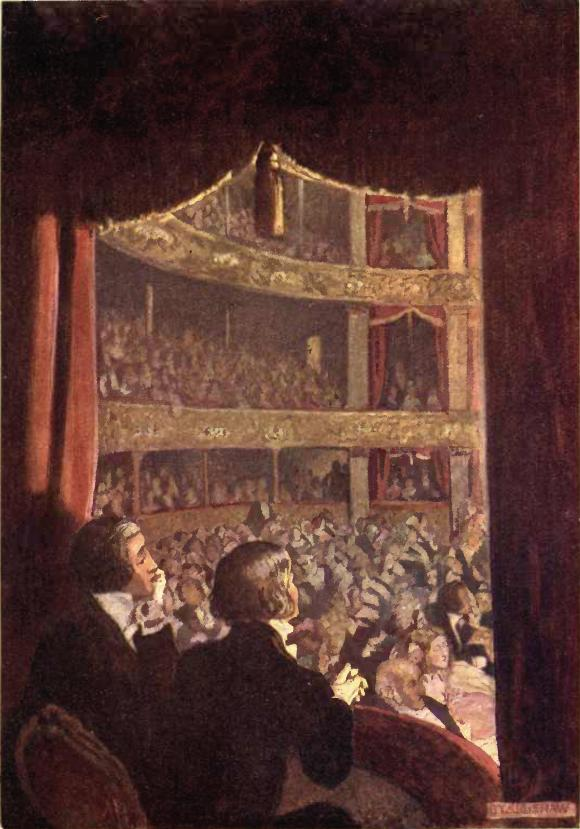
Ilustración de "Los anteojos" (Londres: Sidgwick & Jackson, 1909).

Los anteojos (The Spectacles, en el original) es un relato humorístico del escritor estadounidense Edgar Allan Poe, publicado por primera vez en el periódico Dollar Newspaper, el 27 de mayo de 1844.

## Argumento
Un joven de ascendencia francesa recibe una cuantiosa herencia que le permite codearse con la alta sociedad de Nueva York. Una noche, en la ópera, se enamora perdidamente de una elegante dama que ha vislumbrado a lo lejos. Describe extensamente su belleza, a pesar de no poder verla bien, pues requiere el uso de Gafas anteojos pero por vanidad, no los usa. Echando mano de todas sus mañas y recursos, comienza a cortejarla y en poco tiempo, logra enamorarla y ella acepta casarse con él a condición de que en la noche de bodas use sus gafas. Así, la noche de bodas le deparará una enorme sorpresa cuando descubre que en realidad su esposa es en realidad su tatarabuela octogenaria que le jugó una treta.